# Thomas U. Greer

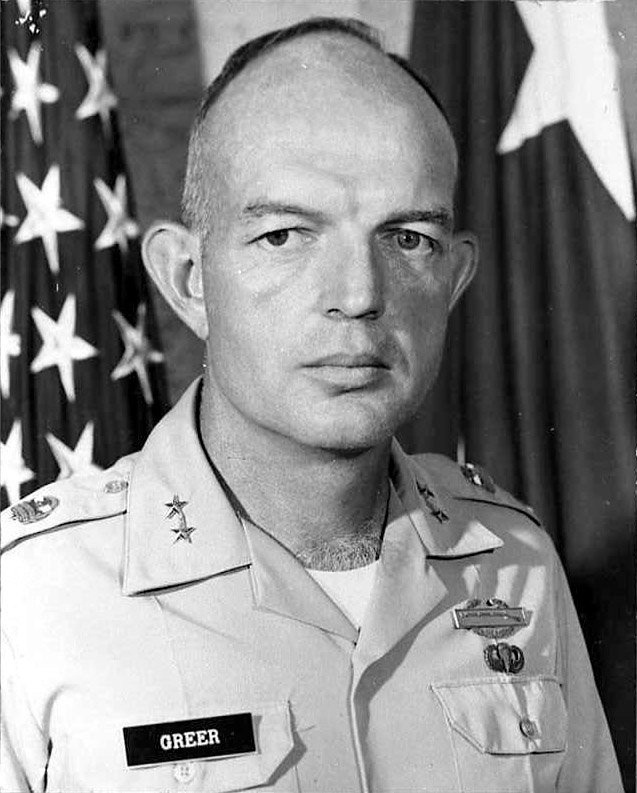
Thomas Upton Greer

Thomas Upton Greer (* 2. Februar 1928 in Colón, Panama; † 21. Februar 2014 in Milledgeville, Baldwin County, Georgia) war ein Generalmajor der United States Army.
Thomas Greer war der Sohn von Brigadegeneral Frank Upton Greer und dessen Frau May Mann. In den Jahren 1946 bis 1950 durchlief er die United States Military Academy in West Point. Nach seiner Graduation wurde er als Leutnant der Infanterie zugeteilt. In der Armee durchlief er anschließend alle Offiziersränge bis zum Zweisterne-General.
Im Lauf seiner militärischen Karriere absolvierte Greer verschiedene Kurse und Schulungen. Dazu gehörten unter anderem das Armed Forces Staff College und das National War College. Im Jahr 1960 erhielt er einen akademischen Grad von der University of Illinois.
In seinen jüngeren Jahren absolvierte er den für Offiziere in den niederen Rangstufen üblichen Dienst in verschiedenen Einheiten und Standorten. Zwischenzeitlich wurde er auch als Stabsoffizier verwendet. Mitte der 1960er Jahre war er im Vietnamkrieg eingesetzt, wobei er Bataillonskommandeur im 5. Infanterieregiment war, das der 25. Infanteriedivision unterstellt war. Später diente er bis 1972 als Generalstabsoffizier im Stab des Vice Chief of Staff of the Army im Pentagon. Dann wurde er zur 2. Infanteriedivision nach Südkorea versetzt. Dort gehörte er als Assistant Division Commander dem Divisionsstab an. Außerdem gehörte er in den Jahren 1973 und 1974 dem UN-Kommando zur Überwachung des dortigen Waffenstillstandsabkommens an. Im Jahr 1974 übernahm er das Kommando über das US Army Training Center in Fort Dix in New Jersey.
Zwischen 1975 und 1977 kommandierte Thomas Greer das damalige United States Army Pacific Command. Dabei handelt es sich um einen Vorläufer der späteren United States Army Pacific. Danach war er von 1978 bis 1981 als Director of Management Stabsoffizier beim Chief of Staff of the Army im Department of the Army. Anschließend ging er in den Ruhestand.
Noch im Jahr 1981 zog Greer nach Kiawah Island in South Carolina, wo er zu den Gründern der Kiawah Island Property Owners Group gehörte. Später lebte er in Milledgeville in Georgia, wo er am öffentlichen Leben teilnahm. Er engagierte sich in der dortigen katholischen Kirchengemeinde und hielt Vorträge zu politischen und militärischen Themen. Er starb am 21. Februar 2014 und wurde auf dem Georgia Veterans Memorial Cemetery in Milledgeville beigesetzt.

## Orden und Auszeichnungen
Thomas Greer erhielt im Lauf seiner militärischen Laufbahn unter anderem folgende Auszeichnungen:
- Army Distinguished Service Medal
- Silver Star
- Legion of Merit
- Bronze Star Medal